# Grote bandgroefbij
De grote bandgroefbij (Lasioglossum majus) is een vliesvleugelig insect uit de familie Halictidae. De wetenschappelijke naam van de soort is voor het eerst geldig gepubliceerd in 1852 door Nylander.